# 4363 Sergej
4363 Sergej eller 1978 TU7 är en asteroid i huvudbältet som upptäcktes den 2 oktober 1978 av den sovjetisk-ryska astronomen Ljudmila Zjuravljova vid Krims astrofysiska observatorium på Krim. Den är uppkallad efter Sergej Vasil'evich Ezhov.
Asteroiden har en diameter på ungefär 4 kilometer.